# Проастіакос
Проастіакос (грец. Προαστιακός) — мережа приміських та регіональних залізниць, керованих компанією TrainOSE, у грецьких містах Пірей, Афіни, Салоніки. Рухомий склад Проастіакос використовує транспортну інфраструктуру Грецької організації залізниць.
Центральний залізничний вокзал в Афінах маршрут Проастіакос сполучає із Піреєм, міжнародним аеропортом «Елефтеріос Венізелос» та Кіато через Коринф. Існує перспективний план розширення мережі Проастіакос на захід до Лутракі та Ксилокастро, на північ — до Фів та Халкіди, на схід — до Рафіни та Лавріону. В Македонії маршрут Проастіакос поєднує Салоніки із місто Ларисою в Фессалії. У Фракії лінія Проастіакос сполучає міста Ксанті й Александруполіс.

## Історія
Концепція регулярного, швидкого приміського сполучення залізницею з'явилась в Греції в 1990-х роках. Це стало можливим завдяки введенню в дію додаткових потужностей, вдосконалення існуючих ліній і будівництву нових. Остаточне рішення про початок будівництва швидкісного залізничного сполучення між Афінами та східними передмістями і новим міжнародним аеропортом було прийняте в 1992—1993 роках. Під час будівництва Аттікі-Одос наприкінці 1990-х років роботи проводились з таким розрахунком, аби залишити достатньо простору для функціонування в майбутньому приміської залізниці. За два роки лінія, що сполучала передмістя Афін та новий міжнародний аеропорт «Елефтеріос Венізелос» була відкрита 2004 року із використанням потягів Stadler GTW і Siemens Desiro DMU.
27 вересня 2005 року почалася експлуатація нової лінії поїздів в Коринфі, приміська станція була побудована в Ексамілії. На початковому етапі потяги Проастіакос зупинялись на станціях Неа-Перамос, Мегара, Кінетта і Аї-Теодорі. 18 липня 2006 року введені в експлуатацію три нові станції: Ано-Ліосія, Аспропіргос і Магула. 4 червня 2007 року цю лінію продовжили від Афін до порту Пірей з трьома проміжними станціями: Лефка, Рентіс і Руф. 9 липня 2007 року лінія Проастіакос досягла Кіато.
Компанія TrainOSE також керує приміськими електрифікованими потягами лінії між Салоніками і Ларисою. Служби спочатку працювали на маршруті Салоніки-Літохоро (2007 рік), а 2008 року були продовжені до Лариси. З 10 вересня 2009 року торгова марка Проастіакос також використовується для регіональної служби чотирьох потягів, що курсують щодня, сполучаючи міста Ксанті, Комотіні та Александруполіс у регіоні Західної Фракії.

## Діючі лінії

### Пірей— Аеропорт «Елефтеріос Венізелос»
В даний час немає прямого пасажирського сполучення між Піреєм і міжнародним аеропортом «Елефтеріос Венізелос». Пасажири, що прямують до аеропорту з Кіато, доїжджають до станції Ано-Ліосія і роблять пересадку. Альтернативний шлях — зробити пересадку на станції Нератзіотісса на потяг ISAP.

### Пірей— Кіато
1. Пірей (Πειραιάς)
2. Лефка (Λεύκα)
3. Айос Іоа́ніс Рентіс (Άγιος Ιωάννης Ρέντης)
4. Руф (Ρουφ)
5. Афіни (Вокзал Ларисис) (Αθήνα)
6. Ано-Ліосія (Άνω Λιόσια): станція пересадки на лінію Ано-Ліосія — Аеропорт «Елефтеріос Венізелос»
7. Аспропіргос (Ασπρόπυργος)
8. Магула (Μαγούλα)
9. Неа-Перамос (Νέα Πέραμος)
10. Мегара (Μέγαρα)
11. Кінетта (Κινέττα)
12. Аї-Теодорі (Άγιος Θεόδωροι)
13. Коринф (Κόρινθος)
14. Кіато (Κιάτο)

### Ано-Ліосія— Аеропорт «Елефтеріос Венізелос»
1. Ано-Ліосія (Άνω Λιόσια): станція пересадки на лінію Пірей — Кіато
2. Іракліо (Ηράκλειο)
3. Нерантзіотісса (Νεραντζιώτισσα): станція пересадки на лінію ISAP
4. Кіфісія (Κηφισίας)
5. Пентеліс (Πεντέλης)
6. Плакентіас (Πλακεντίας)
7. Палліні (Παλλήνη)
8. Пеанія-Кантза (Παιανία-Κάντζα)
9. Коропі (Κορωπί)
10. Аеропорт «Елефтеріос Венізелос» (Διεθνής Αερολιμένας Αθηνών)

### Салоніки— Лариса
1. Салоніки (Θεσσαλονίκη)
2. Сіндос (Σίνδος)
3. Адендро (Άδενδρο)
4. Платі (Πλατύ) — станція пересадки на залізничні потяги OSE сполучення із містами Західної Македонії — Верія, Едеса, Амінтео, Флорина, Козані.
5. Егініо (Αιγίνιο)
6. Корінос (Κορινός)
7. Катеріні (Κατερίνη)
8. Літохоро (Λιτόχωρο)
9. Лептокарія (Λεπτοκαρυά)
10. НеїПорі (Νέοι Πόροι)
11. Рапсані (Ραψάνη)
12. Лариса (Λάρισα)

### Ксанті— Александруполіс
1. Ксанті (Ξάνθη)
2. Полісітос (Πολύσιτος)
3. Іасмос (Ίασμος)
4. Комотіні (Κομοτηνή)
5. Месті (Μέστη)
6. Сікоррахі (Συκορράχη)
7. Кіркі (Κίρκη)
8. Александруполіс (Αλεξανδρούπολη)